# 前432年
| 千纪： | 前1千纪 |
| 世纪： | 前6世纪 \| 前5世纪 \| 前4世纪 |
| 年代： | 前460年代 \| 前450年代 \| 前440年代 \| 前430年代 \| 前420年代 \| 前410年代 \| 前400年代                                                                           |
| 年份： | 前437年 \| 前436年 \| 前435年 \| 前434年 \| 前433年 \| 前432年 \| 前431年 \| 前430年 \| 前429年 \| 前428年 \| 前427年                                             |
| 纪年： | 周考王九年 魯元公五年 齊宣公二十四年 晉幽公二年 趙襄子四十四年 秦躁公十一年 楚惠王五十七年 宋昭公三十七年 衛敬公三十三年 鄭共公二十三年 燕閔公七年 越王朱勾十六年 |

## 大事記
- 古希臘雅典的默冬在奧林匹克運動會上宣佈發現的太陰周期。採用十九年置七閏，其太陰月是一個整數，所以這個周期可以很方便地用來調整曆法。

## 逝世
- 楚惠王（？─前432年）